# فاتح بيرول
فاتح بيرول (من مواليد 22 مارس 1958، في أنقرة)، هو خبير اقتصادي وخبير طاقة تركي، شغل منصب المدير التنفيذي لوكالة الطاقة الدولية (IEA) منذ 1 سبتمبر 2015. خلال الفترة التي قضاها مسؤولاً عن وكالة الطاقة الدولية، اتخذ سلسلة من الخطوات لتحديث المنظمة الدولية التي تتخذ من باريس مقراً لها، بما في ذلك تعزيز العلاقات مع الاقتصادات الناشئة مثل الهند، والصين وتكثيف العمل على التحول إلى الطاقة النظيفة والجهود الدولية للوصول إلى صافي انبعاثات صفرية.
كان بيرول مدرجًا في قائمة تايم 100 لأكثر الأشخاص تأثيرا في العالم في عام 2021، وقد اختارته مجلة فوربس من بين أكثر الأشخاص تأثيرًا على مشهد الطاقة في العالم، واعترفت به Financial Times في عام 2017 كشخصية الطاقة لـهذة السنة. بيرول هو رئيس المجلس الاستشاري للطاقة في المنتدى الاقتصادي العالمي (دافوس). يساهم بشكل متكرر في وسائل الإعلام المطبوعة والإلكترونية ويلقي العديد من الخطب كل عام في مؤتمرات القمم والمؤتمرات الدولية الكبرى.

## مسيرته
قبل انضمامه إلى وكالة الطاقة الدولية كمحلل مبتدئ في عام 1995، عمل بيرول في منظمة البلدان المصدرة للنفط (أوبك) في فيينا. على مدار السنوات التي قضاها في وكالة الطاقة الدولية، شق بيرول طريقه إلى منصب كبير الاقتصاديين، وهو الدور الذي كان مسؤولاً فيه عن تقرير توقعات الطاقة العالمية الذي تراقبه وكالة الطاقة الدولية عن كثب، قبل أن يصبح المدير التنفيذي في عام 2015.
بيرول مواطن تركي ولد في أنقرة عام 1958. حصل على درجة البكالوريوس في هندسة الطاقة من جامعة اسطنبول التقنية . حصل على الماجستير والدكتوراه في اقتصاديات الطاقة من الجامعة التقنية في فيينا . في عام 2013، حصل بيرول على درجة الدكتوراه الفخرية في العلوم من كلية لندن الإمبراطورية. أصبح عضوًا فخريًا في نادي غلطة سراي لكرة القدم في عام 2013 لمدى الحياة.

## نشاطات أخرى
- عضو مجموعة الشخصيات رفيعة المستوى للعلاقات بين أفريقيا وأوروبا في مؤسسة أفريقيا أوروبا (منذ 2020) [13]

## الأوسمة والميداليات
| شريط الشريط | جائزة أو وسام                                                | دولة            | تاريخ          | مكان     | مراجع         |
| ----------- | ------------------------------------------------------------ | --------------- | -------------- | -------- | ------------- |
|             | وسام الخدمة المتميزة من وزارة الخارجية التركية               | تركيا           | 1 أكتوبر 2005  | باريس    | [ 14 ]        |
|             | وسام السعفات الأكاديمية                                      | فرنسا           | 1 أكتوبر 2006  | باريس    | [ 15 ]        |
|             | وسام الشرف لخدمات جمهورية النمسا                             | النمسا          | 1 مارس 2007    | فيينا    | [ 15 ]        |
|             | وسام الاستحقاق من الدرجة الأولى من جمهورية ألمانيا الاتحادية | ألمانيا         | 19 نوفمبر 2009 | برلين    | [ 15 ]        |
|             | وسام الاستحقاق ضابط من الجمهورية الإيطالية                   | إيطاليا         | 14 يونيو 2012  | باريس    | [ 15 ]        |
|             | وسام الدرجة الأولى للنجم القطبي الملكي السويدي               | السويد          | 11 ديسمبر 2013 | ستوكهولم | [ 15 ] [ 16 ] |
|             | وسام الشمس المشرقة من الدرجة الأولى                          | اليابان         | 30 يناير 2014  | باريس    | [ 15 ] [ 17 ] |
|             | ميدالية ميلشيت                                               | المملكة المتحدة | 2017           |          | [ 18 ]        |
|             | فارس من وسام جوقة الشرف                                      | فرنسا           | 1 يناير 2022   | باريس    | [ 15 ] [ 19 ] |

## روابط خارجية
- سيرة فاتح بيرول
- وكالة الطاقة الدولية
- توقعات الطاقة العالمية

| سبقه ماريا فان دير هوفين | المدير التنفيذي الوكالة الدولية للطاقة 2015 – | تبعه |